# Jerzy Pomin
Jerzy Kazimierz Pomin (ur. 6 maja 1943 w Poznaniu, zm. 29 grudnia 2021 w Psarskiem) – polski prawnik, adwokat, członek Trybunału Stanu (1997–2001).

## Życiorys
Syn Jana i Heleny. W 1966 ukończył prawo na Uniwersytecie im. Adama Mickiewicza w Poznaniu, w czasie studiów był członkiem Zrzeszenia Studentów Polskich. Ukończył aplikację sądową, przez kilka lat pracował jako komornik sądowy. Po odbyciu aplikacji adwokackiej rozpoczął w 1977 praktykę w tym zawodzie w Poznaniu. W latach 80. współpracował z opozycją demokratyczną, jako doradca prawny jawnych i następnie podziemnych struktur „Solidarności”, obrońca w procesach politycznych, a w 1989 doradca prawny kandydatów Komitetu Obywatelskiego.
W 1997 Sejm III kadencji wybrał go na członka Trybunału Stanu (z rekomendacji posłów AWS). Funkcję tę pełnił do 2001.
W 2015 otrzymał Krzyż Wolności i Solidarności. Pochowany na cmentarzu Junikowo w Poznaniu.